# Нила (приток Катава)
Нила — река в России, протекает по Челябинской области. Главный приток реки Катав, устье в 60 км по левому берегу. Длина реки составляет 32 км.
Начинается на хребте Амшар.

## Притоки
- 12 км: Сорва
- 16 км: Сула

## Данные водного реестра
По данным государственного водного реестра России относится к Камскому бассейновому округу, водохозяйственный участок реки — Уфа от Нязепетровского гидроузла до Павловского гидроузла, без реки Ай, речной подбассейн реки — Белая. Речной бассейн реки — Кама.
Код объекта в государственном водном реестре — 10010201112111100023347.